# 密東線
密東線（みつとうせん、中国語: 密东铁路）は中華人民共和国の中国国鉄の鉄道路線。 黒竜江省鶏西市密山市の密山駅と同虎林市の東方紅駅を連絡している全長163.8kmの路線である。

## 概要
1936年に林密線の延伸区間として密山 - 虎頭間が着工され、翌1937年12月1日に開業した。しかしながら、第二次世界大戦終了後の1946年にソ連軍が中国東北部から撤退するに当たって中ソ国境100km圏内にある旧日本軍が建設した工場や鉄道は全て解体・接収される事になった。
中華人民共和国成立後の1958年7月25日に密山駅から虎林鎮に至る101kmの路線が開通した。さらに同年12月29日には迎春鎮まで、1962年5月には東方紅駅まで延伸された。1965年9月1日にハルビン鉄路局直轄になり、国鉄Ⅲ級路線とされた。1975年以降、最高速度は密山 -虎林間は50km/h、虎林 - 東方紅間は45km/hとされた。現在も同じ制限速度である。
日本軍が建設した虎林 - 虎頭間の鉄道は未だに復活していない。当該区間には黒嘴子駅(現:虎林鎮)、仙鶴駅、清和駅、水克駅、月牙駅、完達駅、虎林駅(現:虎頭鎮)の7駅が設置されていた。

## 接続路線
- 密山駅：林密線